# 7-9-13 (talemåde)
 For alternative betydninger, se 7-9-13. (Se også artikler, som begynder med 7-9-13)
7-9-13-remsen er en folkelig trylleremse til afværgelse af nemesis, som siges straks efter, at man har sagt noget overmodigt. F.eks. "Jeg har da stadig mit gode helbred, 7-9-13". Trylleremsen 7-9-13 siges ofte i forbindelse med at banke under bordet. Et bank for hvert tal. Hvis man ikke lige har et bord eller blot noget træ i nærheden, kan 7-9-13 også siges i stedet for at banke. 7-9-13-remsen menes at være opstået i begyndelsen af 1900-tallet og eksisterer kun i Danmark. Der findes ikke nogen hovedkilde til netop denne talkombination, men det ser ud som om, at disse tre tal er valgt, fordi de hver især har en meget tung symbolik. En tilsvarende remse i den engelsk-talende verden er "knock on wood", som også bruges i Sveriges: 'Ta i Trä'.
| Folkekultur | Spire Denne artikel om folkelig kultur og folkeminder er en spire som bør udbygges. Du er velkommen til at hjælpe Wikipedia ved at udvide den. |